# EA Montréal
EA Montréal est un studio canadien de développement de jeux vidéo situé à Montréal dans la province de Québec. L'entreprise a été inaugurée le 17 mars 2004 par Electronic Arts, dont elle est la filiale.

## Historique

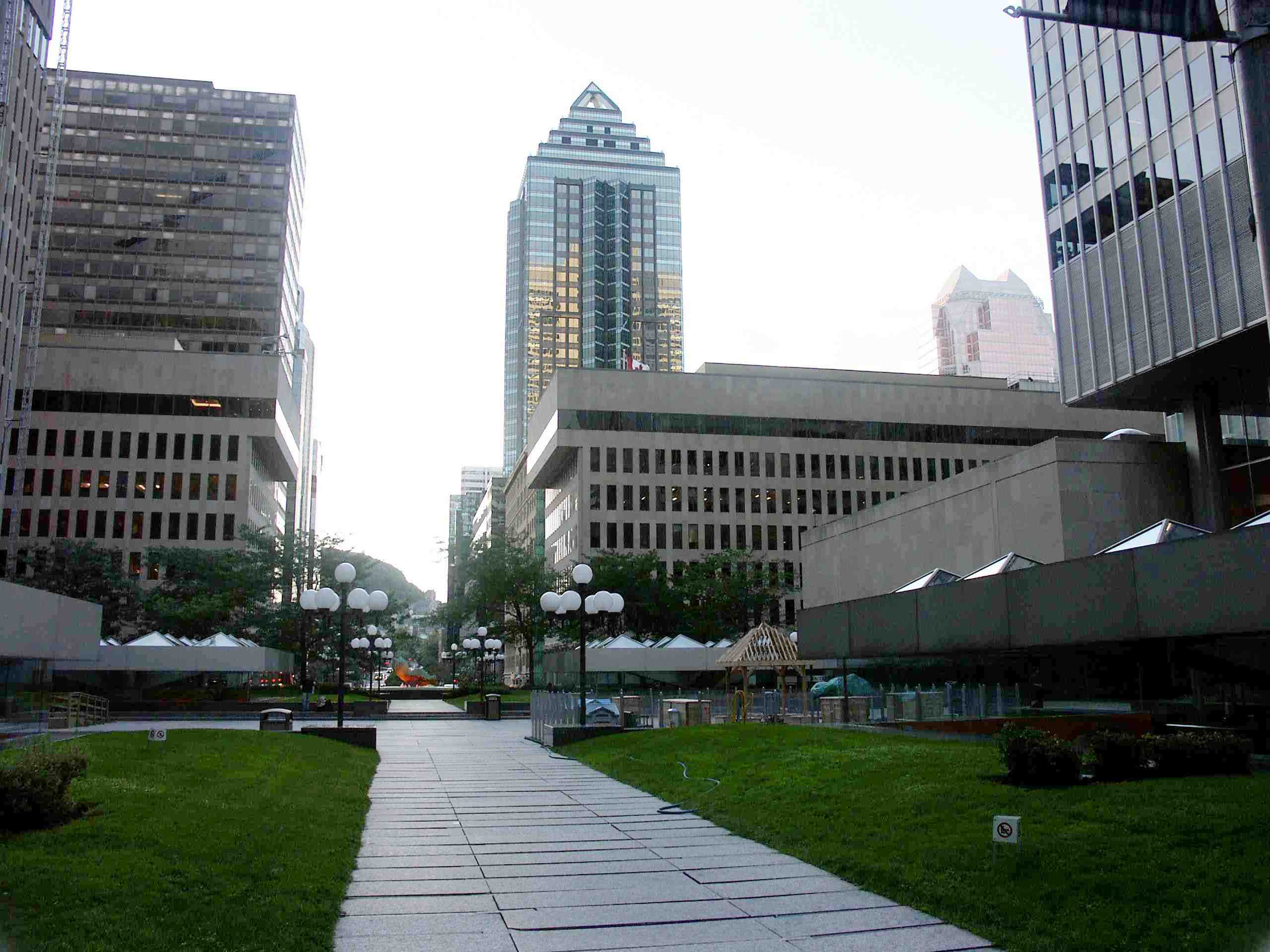
Le point de vue du 3, Place Ville-Marie (sur la droite) - l'emplacement d'EA Montreal

EA Montreal est situé au 3, Place Ville-Marie, dans le centre-ville de Montréal. Le studio a été fondé par Alain Tascan, un ancien executif d'Ubisoft et de BAM! Entertainment. 
En février 2013, le département Visceral Games, qui produit des jeux de console, ferme ses portes. Cela survient tout de suite après la livraison du jeu Army of Two : Le Cartel du Diable. 

## Jeux développés
| Titre                             | Date de Sortie | Plates-formes                                             |
| --------------------------------- | -------------- | --------------------------------------------------------- |
| SSX on Tour                       | 2005           | PlayStation Portable                                      |
| NHL 07                            | 2006           | PC, PlayStation 2, PlayStation Portable, Xbox             |
| SSX Blur                          | 2007           | Wii                                                       |
| Boogie                            | 2007           | PlayStation 2, Nintendo DS, Wii                           |
| Army of Two                       | 2008           | PlayStation 3, Xbox 360                                   |
| Boogie Superstar                  | 2008           | Wii                                                       |
| Skate It                          | 2008           | Wii                                                       |
| Spore Hero                        | 2009           | Wii                                                       |
| Need for Speed: Nitro             | 2009           | Wii                                                       |
| Army of Two : Le 40ème jour       | 2010           | PlayStation 3, Xbox 360                                   |
| Les Sims 3: Inspiration Loft      | 2010           | PC                                                        |
| Army of Two : Le Cartel du Diable | 2013           | PlayStation 3, Xbox 360 (codéveloppé avec Visceral Games) |